# Jak–23
A Jak–23 (NATO-kódja: Flora) a Szovjetunióban az 1940-es évek közepén kifejlesztett könnyű sugárhajtású vadászrepülőgép.

## Története
A repülőgépet Jakovlev saját kezdeményezésére kezdték el fejleszteni a korábbi Jak–15 és Jak–17 gépek alapján. Szokatlan aerodinamikai kialakításában (orr-részbe épített hajtómű, fúvócső a törzs alatt) követte azokat, de belső szerkezeti kialakítását tekintve teljesen új konstrukció. Az egyenes szárny a Jak–19-től származik. Jakovlev a korábbi sugárhajtású vadászrepülőgépeiben a második világháborús német hajtóművek alapján készült szovjet másolatokat építette be, de az 1940-es évek végére azok hamar elavulttá váltak és a tolóerejük is alacsony volt. Emiatt új hajtóművet kellett keresni. Lehetőségként kínálkoztak a brit Rolls-Royce-tól vásárolt hajtóművek, illetve ezek szovjet másolatának az alkalmazása. A repülőgép orr-részébe így a brit Rolls–Royce Derwent V gázturbinás sugárhajtómű szovjet másolata, a Klimov RD–500-as került. A Jak–23-as az első repülését 1947. július 8-án hajtotta végre. Ezután egy évig tartott a berepülési program. A tesztek során a repülőgép jó manőverezőképességűnek bizonyult, melyet a viszonylag magas tolóerő-tömeg aránynak köszönhetett. Hátrányos tulajdonsága volt a 0,86 Mach sebességnél jelentkező hossz-stabilitási probléma, valamint a túlnyomásos pilótafülke hiánya, mely jelentősen korlátozta a gép szolgálati csúcsmagasságát. Annak ellenére, hogy a fejlettebb újabb típusok, mint a MiG–15 és a La–15 erre az időszakra már elkészültek, mégis a sorozatgyártás mellett döntöttek. A korai, egyenes szárnyú sugárhajtású szovjet vadászrepülőgépek között ugyan az egyik legjobban sikerült konstrukció volt, azonban hamar kiszorították az aktív szolgálatból a később egyre nagyobb mennyiségben gyártott, nagyobb teljesítményű, nyilazott szárnyú modellek, mint pl. a MiG–15.
Az első sorozatgyártású példányok a Tbiliszi Repülőgépgyárban készültek el 1949-ben, és még az év végén szolgálatba álltak a szovjet légierőben. 1949–1950-ben export céljára újabb sorozatot gyártottak. A sorozatgyártás 1950-es befejezéséig összesen 310 db-ot építettek. Az együléses vadász-változat mellett kis darabszámban (a pontos mennyiség nem ismert) kétüléses oktató–gyakorló változat, a Jak–23UTI is készült.
A Szovjetunió – a későbbi rendszeresítés reményében – egy példányát tesztelési céllal átadta Jugoszláviának. Az időközben megromlott jugoszláv–szovjet kapcsolatok miatt a gép jugoszláviai rendszeresítésére nem került sor, sőt, Jugoszlávia 1953 novemberében a teszt-példányt átadta az Egyesült Államoknak. A gép amerikai festést és jelzéseket kapott, majd a Wright–Patterson repülőtéren teszteknek vetették alá. A gépet később visszaadták Jugoszláviának és visszakapta eredeti festését is.

## Alkalmazása
Kis mennyiségben exportálták. Csehszlovákia 1949-ben S–101 jelzéssel rendszeresített 20 db-ot. Lengyelország 1950-ben 100 db-ot, Románia 1951-ben 62 db-ot rendszeresített. Bulgária 1949-ben ismeretlen számú példányt állított rendszerbe. Csehszlovákia és Lengyelország a gép gyártási jogát is megkapta, de a sorozatgyártásra végül nem került sor, helyette mindkét országban a MiG–15 licenc-gyártása kezdődött el.

## Szerkezeti kialakítása
A Jak–23 konstrukciós zsákutcának bizonyult. Kialakításában a második világháborús Jak–3 dugattyús motoros vadászrepülőgépen alapuló Jak–15 és Jak–17-et követi, csupán erősebb hajtóművel felszerelve. A hagyományos aerodinamikai elrendezésből adódóan a hajtóművet kedvezőtlen pozícióban, az orrba építették be. Ez kedvezőtlen tömegeloszlást eredményezett, a hajtóműnek jelentős volt a vibrációs hatása a pilótafülkére. A Jak–15-be és Jak–17-be épített axiálkompresszoros RD–10 helyett a nagyobb átmérőjű, centrifugálkompresszoros RD–500 került a Jak–23-ba, mely ettől nagyobb átmérőjű orr-részt kapott.

## Műszaki adatok (Jak–23)

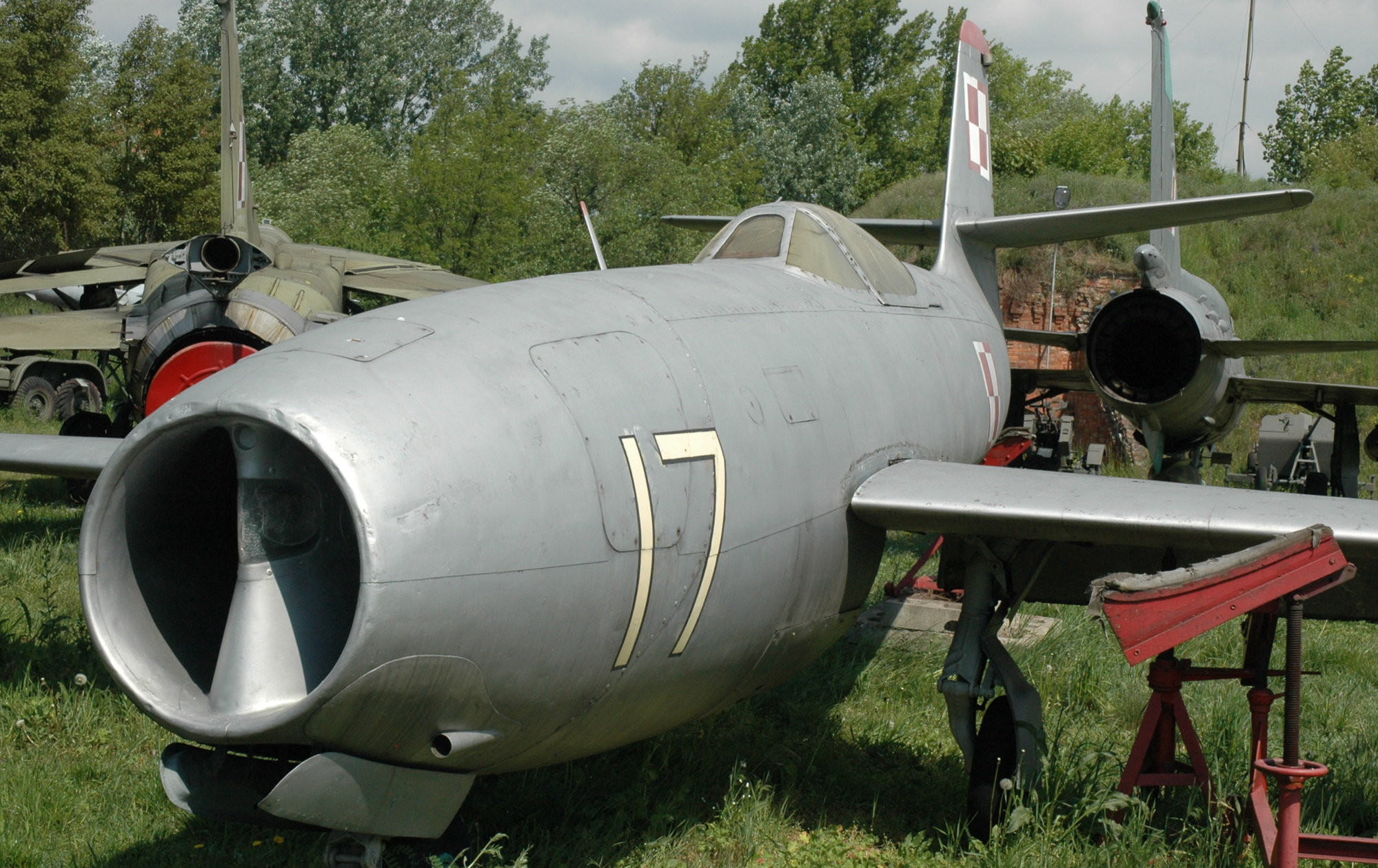
A varsói Lengyel Haditechnikai Múzeumban kiállított Jak–23

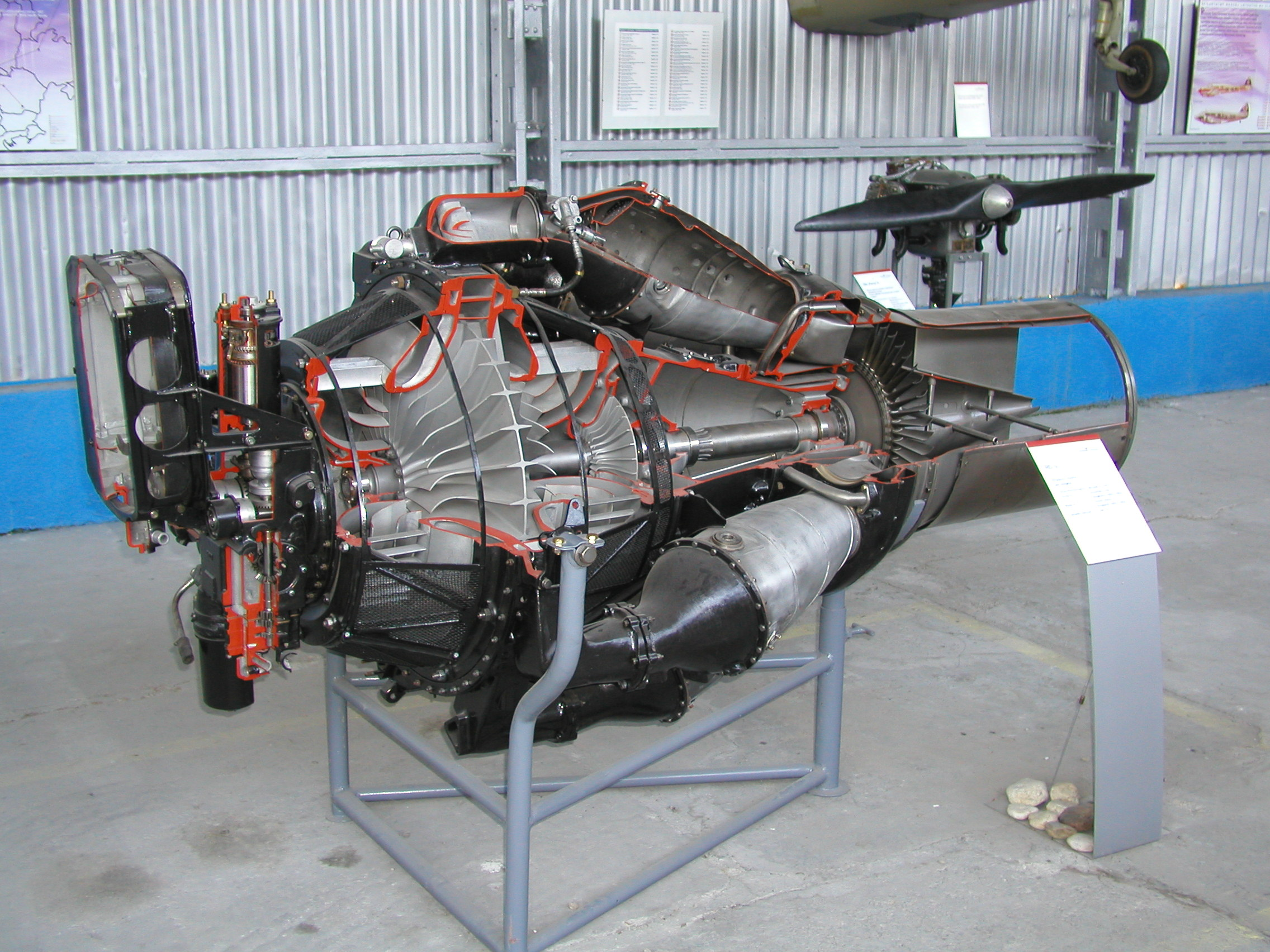
A repülőgépen alkalmazott RD–500 gázturbinás sugárhajtómű

### Méret- és tömegadatok
- Fesztáv: 8,73 m
- Hossz: 8,12 m
- Magasság: 3,31 m
- Szárnyfelület: 13,70 m²
- Üres tömeg: 1902 kg
- Maximális felszálló tömeg: 3389 kg

### Hajtómű
- Hajtóművek száma: 1 db
- Típusa: Klimov RD–500 sugárhajtómű
- Maximális tolóereje: 15,6 kN

### Teljesítményadatok
- Legnagyobb sebesség: 923 km/h (nagy magasságban)
- Emelkedőképesség: 41,4 m/s
- Szolgálati csúcsmagasság: 14 800 m
- Hatótávolság: 785 km (üzemanyag póttartályokkal 1475 km)